# Общественный фонд имени Ахмата Кадырова
Региональный общественный фонд имени Героя России Ахмата Кадырова — благотворительная организация в Чеченской республике, образованная в 2004 году. Президент фонда — Кадырова Аймани Несиевна, вдова Ахмата Кадырова, мать Рамзана Ахматовича Кадырова — Главы Чеченской Республики.

## Финансирование
По словам Рамзана Кадырова, фонд создан его друзьями и друзьями его отца. Кадыров отметил, что денежные средства в фонд вносят чеченские предприниматели, в частности, Руслан Байсаров и Умар Джабраилов.
По данным СМИ фонд финансируется в том числе за счет принудительных отчислений из зарплат бюджетников. Кроме того, по тем же данным, отчеты о работе фонда отсутствуют на сайте Минюста, в отличие от остальных некоммерческих организаций

## Деятельность
Фонд занимается реализацией социальных проектов в республике. В частности, содействует строительству жилья, мостов, дорог, а также оказывает помощь гражданам, оказавшимся в трудной жизненной ситуации. Финансирует Республиканский Спортклуб «Рамзан» (глава клуба — Рамзан Ахматович Кадыров), имеющего филиалы по всей Чеченской Республике. Является титульным спонсором АНО «Республиканский Футбольный Клуб „Ахмат“» (Грозный), выступающим в РФПЛ, почётный президент клуба — Рамзан Ахматович Кадыров.
Фонд оказывает помощь семьям погибших журналистов, а также сотрудников МВД.
Фонд является организатором ежегодного всероссийского конкурса «Золотое перо».
В мае 2007 года фонд выделил более чем 100 ветеранам Великой Отечественной войны материальную помощь и автомобили.
Фонд финансировал строительство Соборной Джума-Мечети «Сердце Чечни» им. Ахмата Кадырова (г. Грозный) в 2006—2008 годах. Принадлежность — ДУМ Чечни.
В январе 2022 года данные об учредителях фонда Катерины Тихоновой «Иннопрактика», фонда им. Ахмата Кадырова, «Фонда Сергея Ролдугина» и связанного с ним фонда «Талант и успех», а также телеканала RT были удалены из Единого госреестра юрлиц. Согласно приказу Федеральной налоговой службы от 31 августа 2020 года при регистрации в налоговой некоторых видов юридических лиц, включая НКО и фонды, сведения об их учредителях теперь можно не предоставлять.
Фонд активно оказываал гуманитарную помощь жителям сепаратистских ЛНР и ДНР в ходе российского нападения на Украину. Кроме того, из фонда происходило финансирование подразделений из Чечни, участвующих в войне против Украины, по словам спикера парламента Магомеда Даудова сумма расходов фонда с начала войны и по февраль 2024 года составила 28 млрд 652 млн рублей.

## Санкции
10 декабря 2020 года фонд был включён в санкционный список США как связанный с Кадыровым и  обеспечивающий ему выгоду и значительную прибыль
24 июня 2024 года, после российского вторжения на Украину, «Фонд Кадырова» и президент фонда Аймани Кадырова, включёны в санкционные списки стран Европейского союза как причастные к депортации украинских детей в Россию

Фонд Кадырова реализует программы по перевоспитанию украинских детей и подростков, подвергая их милитаристской обработке с целью отчуждения от родной страны и родственников. Также, Фонд Кадырова предоставляет  льготы семьям чеченских боевиков, участвующих в агрессивной войне против Украины, чтобы привлекать новых добровольцев и поддерживать мотивацию тех, кто уже воюет. С начала агрессивной войны Фонд Кадырова снабжает продовольствием и техническими средствами российских и сепаратистских боевиков в Украине.— «Официальный журнал Европейского союза», Брюссель, 24 июня 2024 года